# Lectorium
Lectorium (af latin: ”léctor”a, læser), oprindelig en læsepult, bestemt til oplæsning af den hellige skrift og stående ved den skranke, der i de oldkristelige basilikaer skilte kor og skib. Senere i Middelalderen overførtes navnet på det pulpitur eller empore, der indrettedes foran koret, og som begrænsede gejstlighedens særlige område i kirken og tjente til anbringelse af læsepulte eller som sangertribune. Især i senromansk og gotisk tid, da krypterne under korene gik af brug, yndede man slige lectorium, hvilende på søjler, af træ eller sten og ofte pragtfuldt udsmykkede. Midt under lectorium stod lægmandsalteret, og over det i korbuen hang lægmandskrucifikset. Gitterværk og døre sluttede sig gerne til siderne af altret. Lectorium er jævnligt bevarede i tyske og franske storkirker, og man har kendt tilsvarende anlæg i Danmark, for eksempel i Aarhus Domkirke, hvis lectorium først blev nedbrudt for et par hundrede år siden. Endnu efter reformationen opstillede man hyppigt prædikestolene som et lectorium foran triumfvæggen og korbuen.